# Флора-Рика
Флора-Рика (порт. Flora Rica) — муниципалитет в Бразилии, входит в штат Сан-Паулу. Составная часть мезорегиона Президенти-Пруденти. Входит в экономико-статистический микрорегион Адамантина. Население составляет 2027 человек на 2006 год. Занимает площадь 225,115 км². Плотность населения — 9,0 чел./км².

## Статистика
- Валовой внутренний продукт на 2003 составляет 22 457 703,00 реала (данные: Бразильский институт географии и статистики).
- Валовой внутренний продукт на душу населения на 2003 составляет 10 714,55 реала (данные: Бразильский институт географии и статистики).
- Индекс развития человеческого потенциала на 2000 составляет 0,747 (данные: Программа развития ООН).